# Kotarka
Kotarka (lokalno: Jaruga) je rijeka u Ravnim kotarima.

## Opis
Kotarka izvire kod Zemunika Donjeg pokraj Zadra, odakle nastavlja teći prema jugoistoku, kroz Ravne kotare, kroz mjesta Zemunik Donji, Galovac, Gorica, Glavica, Sikovo. Kod Vrane Kotarka se ulijeva u Vransko jezero. Ukupna dužina Kotarke je 25 km.  